# アルケストラトス
アルケストラトス（ ギリシャ語: Ἀρχέστρατος、英語:Archestratos ）は、紀元前4世紀半ば頃のシチリア島のジェラまたはシラクサの古代ギリシャの詩人であり、「美食のダイダロス（開発者）」としてもよく知られていた人物である。 

## 著書
アルケストラトスは、ユーモラスで教訓的な詩をHedypatheia （ "Life of Luxury"） という書物にしたが、その原本は既に失われており、現在では他書にある引用からのみその内容を垣間見ることが出来るだけである。アルケストラトスの詩の残された断片は、地中海沿岸地域で最高の食材を見つけることの出来る場所につていのアドバイスを美食家に与えている。 アルケストラトスの詩のスタイルは、ヘシオドスやテオグニスといった古代の格言的で簡素な詩人たちの手法を真似たものであり、その中の多くは魚について言及されている。その他のいくつかの断片は前菜について言及しており、さらにはワインに関する断片も残されている。 

## 作品の評判
アルケストラトスの詩は、紀元前3世紀〜4世紀の読者には悪評であった。そのことは喜劇詩人であるアンティファネスや、サモスのリンセウス、さらには哲学者アリストテレス、クリュシッポス、ソリのクレアルコスらがアルケストラトスの詩を酷評していることからも明らかであり、フィラエニスのセックスマニュアルのように、アルケストラトスの詩は読者に悪影響を与えるものとみなされていた可能性もある。 
こうした傾向は、アルケストラトスの詩を引用した『食卓の賢人たち』の中でクリュシッポスが料理人の語義に対する考え方を披露している部分からも読み取れる。料理人の語源は「噛む（chew）」（masasthai ギリシャ語）という動詞からきていて、「食欲一心の無学なやつ（an ignorant fellow intent on satisfying his belly）」という意味であると述べているからである。 

## 残された詩
アルケストラトスの詩は、『食卓の賢人たち』著者のアテナイオスが引用した記述によって、62個の断片（2つの疑わしい断片も含む）が残されている。他にアルケストラトスの書籍は、ローマ人の作家のエンニウスによってもラテン語に翻訳されはしたがこちらは現存しておらず失われてしまっている。現在のスタンダードエディションは、翻訳と解説が付された、Olson and Sens（2000）によるものだが、この日本語訳版はまだ出版されていない。 